# Mario Pinedo
Mario Daniel Pinedo Chore (Santa Cruz; 9 de abril de 1964) es un exfutbolista boliviano, que jugaba de centrocampista y militó en diversos clubes de Bolivia.

## Selección nacional
Con la Selección de fútbol de Bolivia, disputó 22 partidos internacionales y anotó solo 3 goles. Incluso participó con la selección boliviana, en una sola edición de la Copa Mundial. La única participación de Pinedo en un mundial, fue en la edición de Estados Unidos 1994. donde su selección quedó eliminado, en la fase de grupos de la cita de Estados Unidos.

### Participaciones enCopas del Mundo
| Mundial                        | Sede           | Resultado      | PJ                           | Goles |
| ------------------------------ | -------------- | -------------- | ---------------------------- | ----- |
| Copa Mundial de Fútbol de 1994 | Estados Unidos | Fase de grupos | 0 (3 partidos como suplente) | 0     |

### Participaciones enEliminatorias al Mundial
| Eliminatoria                      | Sede del Mundial | Posición              | Resultado   | PJ | Goles |
| --------------------------------- | ---------------- | --------------------- | ----------- | -- | ----- |
| Eliminatorias Mundial de USA 1994 | Estados Unidos   | 2°lugar 11pts Grupo B | Clasificado | 2  | 0     |

## Clubes
| Club              | País    | Año         |
| ----------------- | ------- | ----------- |
| Destroyer's       | Bolivia | 1985 - 1992 |
| Oriente Petrolero | Bolivia | 1993 - 1994 |
| Blooming          | Bolivia | 1995        |
| Real Santa Cruz   | Bolivia | 1996 - 1999 |